# Michael Cramer (Schauspieler)
Michael Cramer (* 1. März 1930 in Wickrath; † 28. November 2000 in München; gebürtig Karl Hermann Kramer) war ein deutscher Schauspieler und Synchronsprecher.

## Leben und Karriere
Er ließ sich zum Dolmetscher in Englisch und Spanisch ausbilden und studierte an der Freien Universität Berlin und an der Philipps-Universität Marburg Theaterwissenschaft und Publizistik. 1952 verbrachte er zwei Semester an der Universität Valladolid. Anschließend studierte er Zeitungswissenschaften und arbeitete einige Zeit für die Postille „Nachtdepesche“.
Seine Schauspielerlaufbahn begann er in Studentenkabaretts, danach ließ er sich von der Schauspiellehrerin Else Bongers ausbilden. Nach wenigen Auftritten an der Komödie Berlin wurde er 1953 für den Film entdeckt. Cramer verkörperte während der Adenauer-Ära in Heimatfilmen und Filmkomödien häufig nette junge Männer.
In den sechziger Jahren konzentrierte sich Cramer mehr auf seine Bühnenarbeit. Er war an Theatern in Berlin, Köln und vor allem an der Kleinen Komödie in München zu sehen. Ab 1960 fand er auch häufig bei der Synchronisation Verwendung. Er lieh seine Stimme Dean Stockwell (Söhne und Liebhaber), George Peppard (Frühstück bei Tiffany, Die Unersättlichen,  Tobruk und Der blaue Max), Tony Curtis (Das große Rennen rund um die Welt, 1965), Paul Newman (Indianapolis, 1969), Sean Connery (Die Uhr läuft ab, 1974) und Clint Eastwood (Coogans großer Bluff, Betrogen, Sinola, Im Auftrag des Drachen).
Michael Cramer war vorübergehend mit der Schauspielerin Eva Rimski sowie mit der in den 1960er bis 1990er Jahren als Fernseh- und Hörfunkmoderatorin des Bayerischen Rundfunks bekanntgewordenen Anne-Marie Sprotte († 2023) verheiratet.
Seine Asche wurde in der Urnenhalle des Münchner Nordfriedhofs beigesetzt.

## Filmografie
- 1953: Ein Leben für Do
- 1953: Das ideale Brautpaar
- 1954: Ein Haus voll Liebe
- 1954: Feuerwerk
- 1955: Abschiedsvorstellung (TV)
- 1955: Die Toteninsel
- 1955: Königswalzer
- 1955: Parole Heimat
- 1956: Der Jäger vom Roteck
- 1956: Die wilde Auguste
- 1956: Zu Befehl, Frau Feldwebel!
- 1956: Durch die Wälder, durch die Auen
- 1956: Verlobung am Wolfgangsee
- 1956: Manöverball
- 1957: Der Etappenhase
- 1957: Ober, zahlen!
- 1957: Vier Mädels aus der Wachau
- 1957: Die große Chance
- 1958: Der Page vom Palast-Hotel
- 1958: Ooh … diese Ferien
- 1958: Mit Eva fing die Sünde an
- 1958: U 47 – Kapitänleutnant Prien
- 1958: Sebastian Kneipp – Ein großes Leben
- 1959: Babette zieht in den Krieg (Babette s’en va-t-en guerre)
- 1959: Traumrevue
- 1961: Adieu, Prinzessin (TV)
- 1961: Adieu, Lebewohl, Goodbye
- 1961: Gefährliche Reise
- 1962: The Bellboy and the Playgirls
- 1962: Das ist die Liebe der Matrosen
- 1962: Nur tote Zeugen schweigen
- 1962: The Communist Threat (Kurzfilm)
- 1963: Und wenn der ganze Schnee verbrennt
- 1963: Erotikon – Karussell der Leidenschaften
- 1964: Frühling mit Verspätung (TV)
- 1964: Frau Warrens Gewerbe (TV)
- 1965: St. Pauli Herbertstraße
- 1966: Die seltsamen Methoden des Franz Josef Wanninger: Die Stute Flora (Fernsehserie, 1 Folge)
- 1967: Interpol (TV-Filmreihe): …geborene Lipowski
- 1971: Paul Temple (Fernsehserie, Folge: Die Probleme des Herrn von Leverkühn)
- 1973: Diamantenparty (TV)
- 1973: Die fünfte Offensive – Kesselschlacht an der Sutjeska (Sutjeska)
- 1974: Wetterleuchten über dem Zillertal
- 1975: Ich denk’ mich tritt ein Pferd
- 1980: Flitterwochen

## Hörspiele
- 1974: Theo Lingen: Kidnapping – Regie: Heinz Günter Stamm (Hörspiel – BR)